# 杜瓦苯
杜瓦苯（英語：Dewar Benzene）是苯的价键异构体之一。为英国化学家詹姆斯·杜瓦（James Dewar）于1867年提出的苯的可能结构，故命名为「杜瓦苯」。

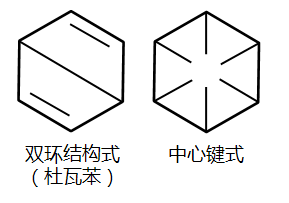
杜瓦（于1867年）和阿姆斯特朗（于1887年）分别提出的苯的结构式。

## 性質
在0℃吡啶中可保存数月；在室温下半衰期为2天。可以由苯经光照制得。苯和杜瓦苯是兩樣完全不同的東西，有著不同的化學特性。杜瓦苯最常見的衍生物為六甲基杜瓦苯。

## 合成
美国化学家E. E. van Tamelen于1962年首先合成了杜瓦苯的一个叔丁基衍生物，之后又于1963年通过光解邻苯二甲酸酐的顺-1,2-二氢衍生物并以四乙酸铅氧化合成了未被取代的杜瓦苯。